# 埃爾基夫齊 (霍羅爾區)
49°55′18″N 32°59′58″E / 49.92167°N 32.99944°E
葉爾基夫齊（烏克蘭語：Єрківці），是烏克蘭中部波爾塔瓦州盧布尼區的村落，處於蘇拉河左岸，距離塔拉西夫卡2.5公里，海拔高度87米，2001年人口276。